# フォルサム・ストリート・フェア
フォルサム・ストリート・フェア（英:Folsom Street Fair）とは、サンフランシスコのレザープライドウィークの締めくくりとして毎年9月に行われるBDSMとレザーカルチャーのストリートフェアである。単に「フォルサム」と呼ばれることもあるこの祭りは、サンフランシスコのサウス・オブ・マーケット地区(SoMa)に位置する、フォルサムストリートの8番街から13番街の間で催される。
1984年に始められたこのフェアは、カルフォルニア州で行われる単日野外イベントの中で3番目の規模であり、世界最大のレザーイベントであり、BDSMグッズやカルチャーの展示会でもある。非営利のチャリティイベントとして成長し、地域的・全国的な非営利慈善興行として会場の出入り口で集めたドネーションを地域のために寄付する一方、イベントそのものの運営は、会場内のゲーム、飲料系ブース、はてはドネーションのためのスパンキングによって行われている、成人向けの露出イベントである。10ドル以上支払った来場者は、会場内で購入したドリンク1つにつき2ドル引きになる。

## レザーサブカルチャーの起源

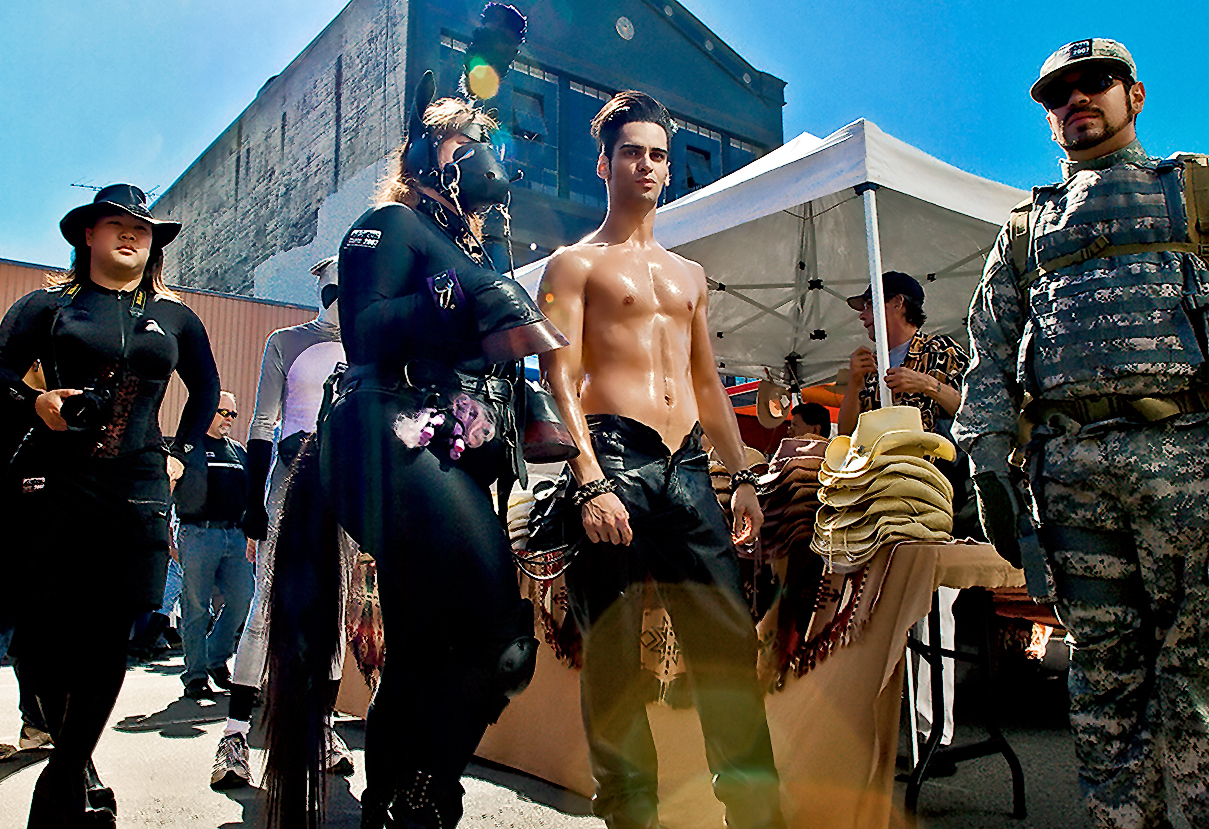
キンク(kink)カルチャーとレザーカルチャーの混淆。写真右端の男性はおそらく制服や軍服に対する関心を持っているが、左側に写っている、上半身裸の「御者」とそれに従う「ポニー」はアニマルプレイへの関心がうかがえる。

サドマゾヒズムの歴史は数世紀にもわたって続いてきたが、アメリカ合衆国における現代のゲイ・レザー・シーンは1945年、第二次世界大戦後に米軍当局から不名誉除隊を発行された同性愛者の軍関係者が、ゲイ・ゲットーで生活するために主要な港湾都市に移り住んできたことに端を発する。1953年、マーロン・ブランド主演の『乱暴者』が上映されると、一部の男性的なゲイはブランドに倣って、黒のレザージャケット、黒のレザーキャップ、黒のレザーブーツ、ジーンズを履き、金銭的に余裕があればバイクにも乗りはじめた。1950年代には、雑誌『ビザール』がこのフェティシズムを人々に広めた。

## サンフランシスコのレザーコミュニティの歴史

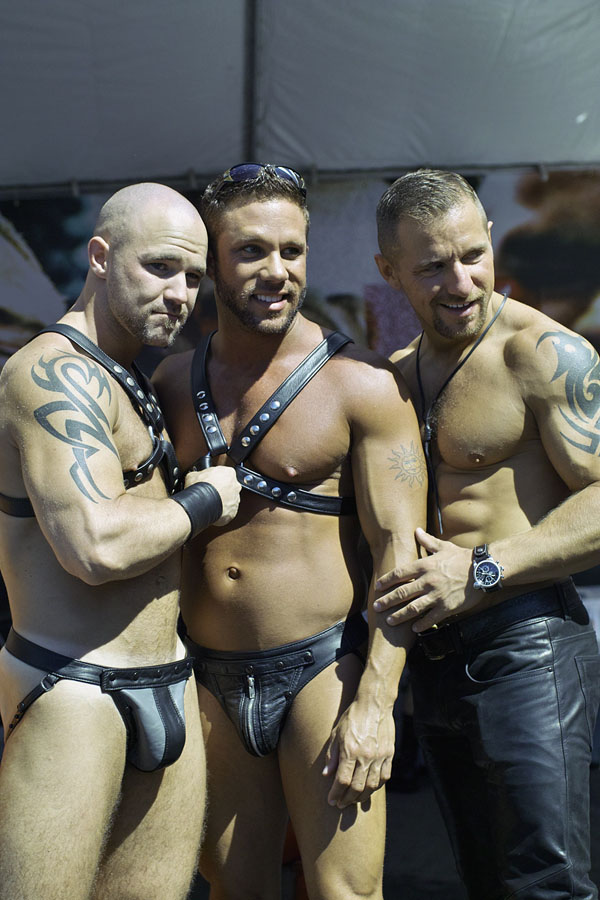
フェアの会場で、レザーファッションに身を包んだ男性たち。2007年。

1938年、サンフランシスコ初のレザーバーの原型となる、セイラー・ボーイ・タバーンがエンバーカデロYMCA近くに開店する。この店は、米海軍所属の水兵相手に、同性同士の出会いを求める場を提供していた。
1960年代半ばから、フォルサムストリートはサンフランシスコにおけるメンズレザーコミュニティの中心地でありつづけている。この地を含むサウス・オブ・マーケット界隈が中心となる前は、エンバーカデロとテンダーロインにレザーフレンドリーなバーが存在した。サウス・オブ・マーケット初のレザーバーは、1961年に4番街339番に開店し、1971年に閉業した"The Tool Box"である。このバーが有名になったのは、1964年6月の『ライフ』誌に載った、全国的な出版物で初めてゲイの問題を取り上げたポール・ウェルチ(Paul Welch)による記事、「アメリカにおける同性愛」がきっかけであった。男性同性愛者は女々しいという神話を払拭するために長い間活動していたハル・コール(Hal Call)の紹介により、ライフ誌の写真家がThe Tool Box を訪れた。記事は、チャック・アーネット(Chuck Arnett)によって描かれたバーの等身大のレザーマンの壁画の見開き2ページから始まる構成であった。また、この記事はサンフランシスコを「アメリカのゲイの首都」と表現し、多くのレザー愛好家のゲイがそこに移住するきっかけを作った。
フォルサムストリート最初のレザーバーは、1966年7月25日に11番街とフォルサムストリートの南西角地に開店したFebe'sである。同じく1966年にフォルサムストリート1535番に開店したThe Studはゲイ・レザーバーとして、またヘルズ・エンジェルスの溜まり場としても機能していた。が、1969年には、店内にチャック・アーネットの手によるサイケデリックアートの壁画をそなえたナイトクラブとして、レザー・シーンの周縁部にいたヒッピー向けに営業しはじめた（この店は1987年にハリソンストリート９番街399番に移転）。1967年、Febe'sの店内で、初のバー内レザーストアであるア・テイスト・オブ・レザー(A Taste of Leather)がニック・オデムスによって営業開始。2009年末、この店はバーとしての43年の歴史に終止符を打つことをアナウンスした。
1971年、ハンカチーフ・コード、あるいはバンダナ・コードとも呼ばれる、ペイズリー柄のバンダナの色で自身の性的関心やフェティシズムを伝える符号がレザーファンによって使われ始める。また、彼らの多くは、この頃までにはエンバーカデロYMCAに通っていた。このYMCAでは、女性にも入会が許可されるようになった1975年までは、ジムシューズとジョックストラップのみで行うウエイトトレーニングと全裸水泳がどちらも認められていた。ここでトレーニングをしていたレザーファン達は、街を訪れる水兵と知り合える機会を利用して、隣接するYMCAのホテルに一室で夜を共に過ごすことがあった。

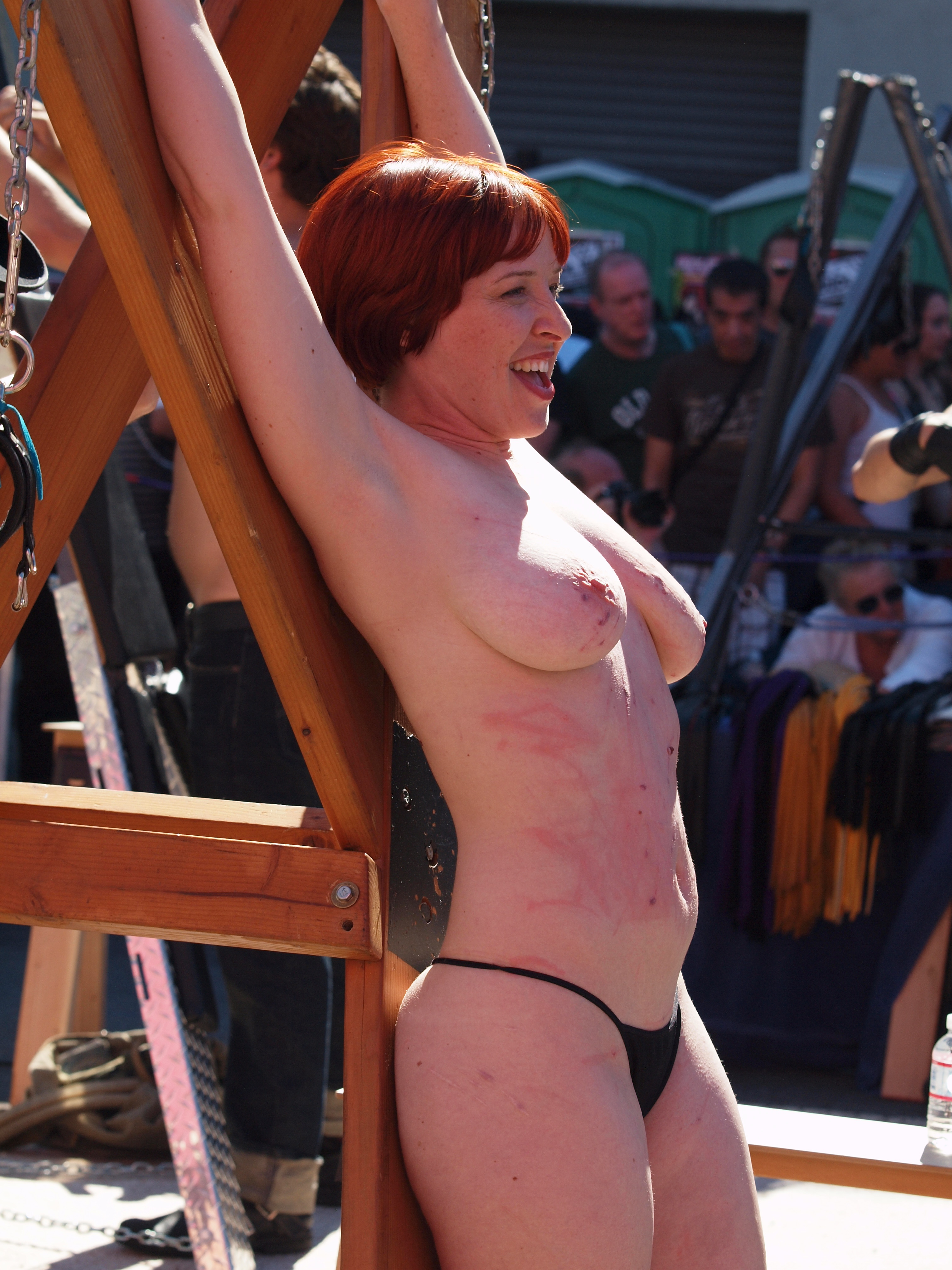
フォルサム・ストリート・フェアのような、公共のBDSMイベントで行われる性行為及び拷問行為は、地方行政や警察への届け出を経た上に、全ての行為が合意に基づいている。にも関わらず、これらの行為は法律違反であると批判されてきた。写真は、2010年度のイベントで、X字架（聖アンデレ十字）に拘束されて鞭打ちを受ける女性。彼女の上半身に見える赤い跡は鞭打ちによるものである。

1970年代後半までには、フォルサム・ストリートのミラクル・マイルと呼ばれる通りには30近くのレザーバー、クラブ、商店が軒を連ね、そのほとんどが徒歩圏内にあった。これらの店には、営業開始年代に並べると以下のようなものがあった。

フォルサム・ストリート・フェアの前身は、CMCカーニバル(カルフォルニア・モーターサイクル・クラブ・カーニバル)というゲイ・レザー・BDSM・ダンスイベント(DJとロックバンドが出演した）でありフェアだった。レザー作家の展示ブースやカジュアルセックス用のバックルームも設けられていた。1966年から1986年まで、毎年11月の第2日曜日に開催され、サウス・オブ・マーケット地区(SoMa)のエンバーカデロ地区、フリーモント・ストリート350番地にあるシーフェラーズ・インターナショナル・ユニオン・ホール(略してシーマンズ・ホールと呼ばれる)をはじめとする様々な屋内会場で開催されていた。1970年代初頭のCMCカーニバルの参加者は数百人程度だったが、1982年にテンダーロインのジョーンズ・アンド・タークのイエローキャブビル(当時)で最後の大規模なCMCカーニバルが開催されたときには4,000人以上が参加していた。
CMCカーニバルは、レザー・モーターサイクル・クラブの一つであるカリフォルニア・モーターサイクル・クラブが、他のゲイのモーターサイクルクラブの助けを借りて企画したものだった。これらのゲイ・モーターサイクル・クラブのメンバー達は、主にハーレー・ダビッドソンのオートバイに乗り、週末に定期的に集まっては、シエラネバダのピクニック場までオートバイで出かけたりしていた。アメリカで最初のゲイ・モーターサイクル・クラブは、1954年にロサンゼルスで設立されたセイターズ（Satyrs）であった。サンフランシスコで最初のゲイ・モーターサイクル・クラブは、1960年に設立されたウォーロックズ(Warlocks)で、同年後半にはカリフォルニア・モーターサイクル・クラブも設立された。1960年代中盤に、サンフランシスコのSoMaはすでにゲイ・モーターサイクル・クラブ・シーンの中心となっており、バーバリ・コースターズ(1966年創立)やコンスタンティンズやザ・チーターズ(どちらも1967年創立)のようなモーターサイクルクラブにとっての本拠地となっていた 1960年代から70年代にかけてのレザー愛好家たちは、実際にオートバイを所持し、できればそれがハーレーダビッドソンでなければその人間を真のレザー愛好家とみなさなかった。。
これらのゲイ・モーターサイクル・クラブはまた、様々なレザー・バーでチャリティーのための多くのイベントを開催していた。1970年代から1980年代初頭にかけては、ミラクル・マイルと呼ばれたフォルサム・ストリートのあちこちでこれらのクラブのメンバーが所有する何台ものオートバイが駐車されているのを見ることができた。このようなモーターサイクルクラブの会員数は、1982年に始まったエイズ危機によって大きく数を減じた。
1979年、新たに結成された、サンフランシスコのレズビアンモーターサイクルクラブ「Dykes on Bikes」が、当時「サンフランシスコ・ゲイ・フリーダム・デイ・パレード」と呼ばれていたパレードを初めて先導し、それ以来毎回そうしてきた（1994年に「サンフランシスコ・プライド・パレード」に改称）。1980年代半ばまでには、他の都市のレズビアンのオートバイ愛好家たちもオートバイクラブを結成し始めた。1980年代と1990年代初頭には、レズビアンのレザー愛好家たちは、エイズに罹患したゲイのレザー愛好家のケアを手助けすることが多くなった。
2017年、サンフランシスコ・サウスオブマーケット・レザー・ヒストリー・アレーは、リングールド・アレーに沿ってレザー文化を称えるアート作品群で構成されている 。展示されている作品は4つで以下の通り。
1. ゲイル・ルービンによる説話(ナラティブ)、マイク・カフィーによる「レザー・デイヴィッド」像の画像、ツール・ボックス（ゲイ・レザー・バー）にあったチャック・アーネットの1962年制作の壁画の複製が彫られた御影石
2. フォルサム・ストリート・フェアをはじめとする、レザー・コミュニティ内のさまざまな施設を称える彫刻が施された石碑群
3. 上記の石碑群の周りの道路を舗装するように描かれたレザー・プライド・フラッグ
4. 縁石に沿って設置された、サンフランシスコのレザーコミュニティに重要な役割を果たした28人の人々を称える金属製の足型[16]

## フォルサム・ストリート・フェアの成り立ち
1970年代を通じ、この地区のコミュニティはサンフランシスコ市の野心的なサウスオブマーケット再開発プランに対して積極的に抗い続けてきた。市当局は、リンコン・ヒルで既に成功していた高層開発を継続することで、歴史的にブルーカラーの街、倉庫街、そして工業地区であったこの街を「活性化」させたいと考えていた。
しかしながら、1980年代にエイズの流行が始まると、コミュニティがもっていた市当局からの相対的な自治性は劇的に弱まった。この危機はサンフランシスコ市にとって（公衆衛生の名の下に）有料発展場やゲイバーを閉鎖する絶好の機会になった。結果、1984年、市政府はそれらの商業施設の閉鎖を行うにいたった。
レザーコミュニティに属していた施設が閉鎖されていくなかで、住宅活動家たちとコミュニティオーガーナイザーらは互いに結託してストリートフェアを始めることを決断した。彼らは、フェアの開催によって、コミュニティそのものの知名度を高め、望まれていた資金調達の場を作り、また、レザーコミュニティの構成員のためのサービスや、本来は有料発展場やバーが提供するべきである（セーファーセックスについてなどの）類の情報を知る機会を作ろうとした。
1984年、最初のフォルサム・ストリート・フェアが成功のうちに終わったことで、主催者たちは翌年1985年にリンゴールドストリートで「アップ・ユア・アリー・フェア」を始めることができた。1987年、このイベントは、ハワード・ストリートとフォルサム・ストリートの間に位置するドアーストリート（ドアー・アレー）へと移転した。
スナップ写真家のマイケル・ラバビーは、ジェントリフィケーションが進行するサンフランシスコとフォルサム・ストリート・フェアを評して、自著で次のように述べた。
芸術家と詩人の世紀がアルゴリズムの使い手と温室育ちのヒップスターに取って代わられつつあるが、ミレニアム・タワー (サンフランシスコ)は没し、フォルサムストリートフェアはその場に立っている。

## 雰囲気

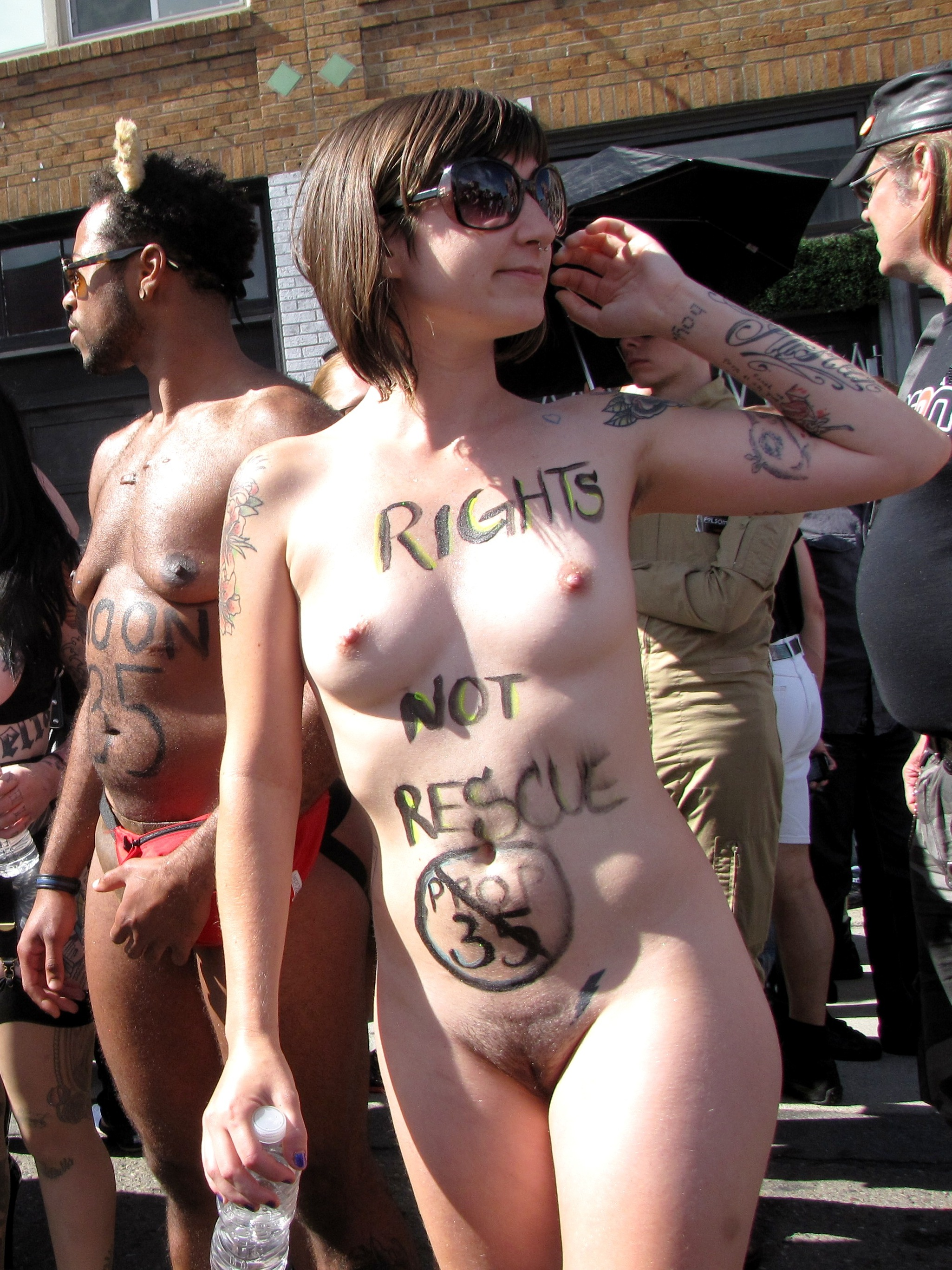
自身の身体を使って性風俗産業従事者の権利を訴える女性。

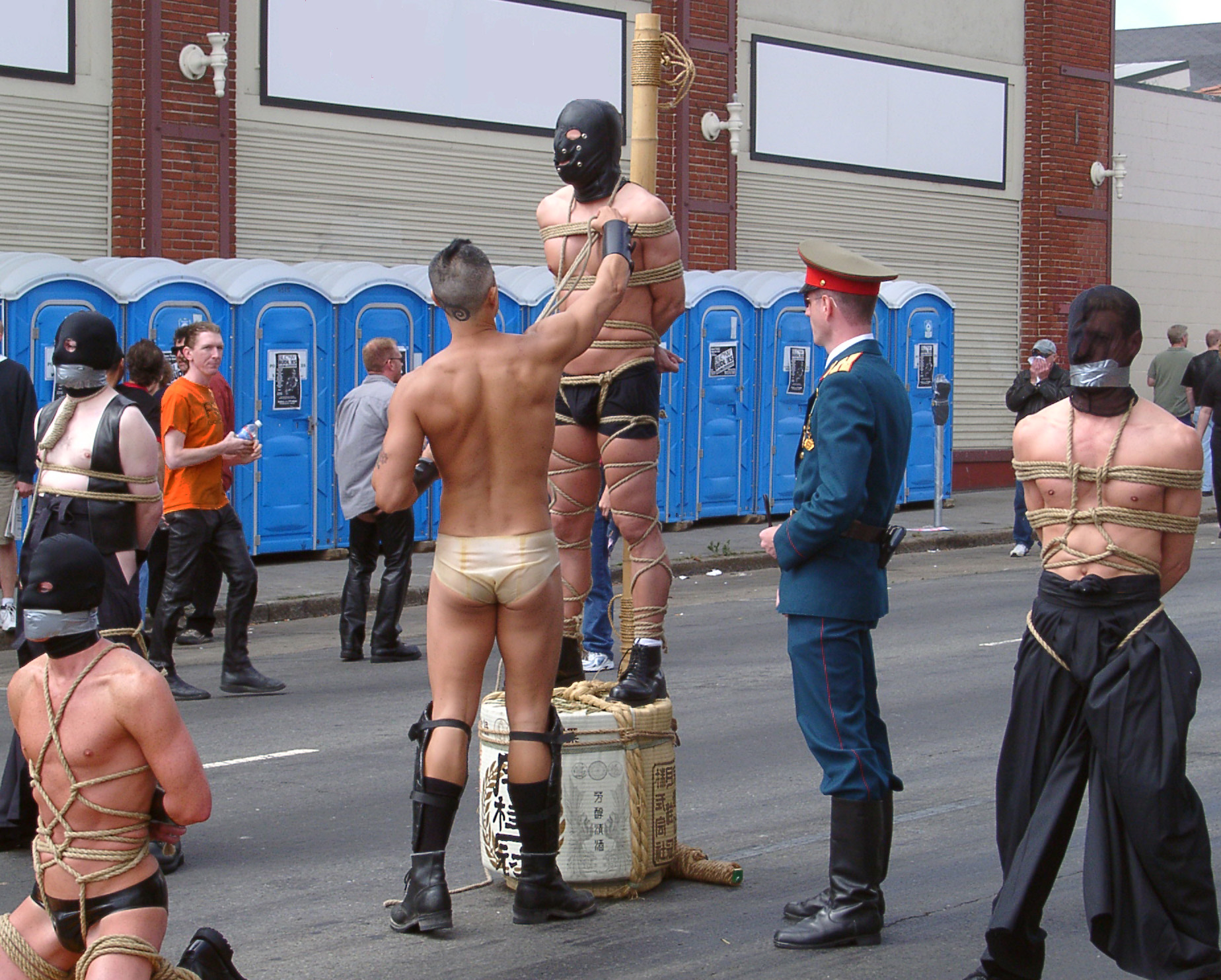
2003年撮影。ボンデージのデモンストレーションを行うヴァン・ダークホーム。

公共の場でBDSMが行われる数少ない機会として、このイベントは観衆の目を引く催物に惹かれた観光客たちだけでなく、数百人以上のカメラマンやビデオ撮影者も惹きつけている。
イベント中の参加者のスタイル（服を着ていれば）や活動はしばしば逸脱したものであるが、多くの人々はフードコートに集い、（一般人の）参加者側もフェアが彼らの「目を開かせる」、楽しく建設的なものであると捉えている。しかしながら一方で、このイベントはその卑猥な雰囲気と淫らな行為への寛容さから、たびたび世間やコミュニティ内部からの批判も受け、アメリカンズ・フォー・トゥルース・アバウト・ホモセクシャリティのようなアンチゲイ団体からは非難の的となっている。
伝えられるところによればフェアの主催者たちは並外れた規模のコミュニティと有志からの支援を見せつけただけでなく、他のサンフランシスコ市内の、さまざまな近隣団体からの反対に直面しているストリートフェアにとって模範となるまでにフェアを発展させたことで、市の職員から大きな信頼を得ていると言われている。著名なアート集団であり活動家団体でもあるシスターズ・オブ・パーペチュアル・インダルジェンスの助力もあって、2016年には会場出入り口でのドネーションが30万ドル超えを達成し、シスターズのピンク・サタデーやカストロ・ストリート・フェア、サンフランシスコ・ラブフェストもこれに倣った同様の手法が取られた。
このフェアには、主催者によると世界中からレザーフェティシストを含む年間25万人の来場者が訪れ、「トーナメント・オブ・ローズ・パレード」、「サンフランシスコ・プライド・パレード」に次ぐカリフォルニア州で3番目に大きなストリートイベントである。毎年、フォルサム・ストリート・フェアの正味売上高は、ゲートでの寄付金や飲み物の売上を含めて、地元の適格な慈善団体（「受益者」）に寄付されている。これらの慈善団体には、公衆衛生や社会福祉、芸術、さらには飲料ボランティア、そしてゲートで組織化の努力をリードしているシスターズ・オブ・パーペチュアル・インダルジェンスも含まれている。このイベントは通常年間30万ドル以上の寄付金を集めている。チャリティイベントとしては、チャリティー・スパンキング・ブースや実演公開BDSM、ツイスター・ステージなどがある。

会場では例年1組ないし2組のオルタナティヴ・ロックバンドかアーティストのためのステージが準備される。出演歴のあるバンドとしては、
時代が下るにつれて、このフェアは、一流の国際的なアンダーグラウンド音楽の才能の会場としてますます知られるようになってきている。DJやケージダンサーが出演するダンスエリアもまた1か所や2か所設置される。
2006年、フォルサム・ストリートフェアは女性用エリアを導入した。初年度には「ベティ・ペイジの秘密 (Bettie Page's Secret)」に、翌年以降は「ヴィーナスの遊び場 (Venus' Playground)」、2016年現在には「遊び場 (Playground)」と名前を変えた。このエリアは「あらゆるタイプの女性、全てのトランス女性、それにノンバイナリーの皆さん」のために開かれている。2007年からはエロティック・アートエリアが、2013年からはイベント30周年を記念してパフォーマンスアートステージが設置された。

### フォルサム・ストリート・イースト
1997年から、ニューヨークでGMSMAの企画で「フォルサム・ストリート・イースト」というイベントが開かれている。このイベントと、サンフランシスコで開かれているフォルサム・ストリートの一連のイベントには提携関係はない。

### フォルサム・ヨーロッパ
2003年には、ドイツのベルリンでフォルサム・ヨーロッパが始められた。サンフランシスコでフォルサム・ストリート・フェアが先駆けて作り上げた非営利のレザーフェスティバルというコンセプトを、ヨーロッパに持ち込むことを目的にしたものである。

### フォルサム・フェア・ノース（FFN）
フォルサム・フェア・ノース、FFN、あるいはFFNTOと称されたトロント版のフォルサム・ストリート・フェアが、2003年の7月から毎年行われていた。このイベントは2008年に無期限で中止された。